# Nash Edgerton
Nash Edgerton (Blacktown, 19 gennaio 1973) è un attore, stuntman, regista, sceneggiatore, montatore e produttore cinematografico australiano.

## Biografia
Nato a Blacktown nel Nuovo Galles del Sud, figlio di una casalinga e di un avvocato/promotore immobiliare. Il fratello minore è l'attore Joel Edgerton. Nei primi anni novanta, mentre era uno studente di ingegneria elettronica, ha fondato assieme ad un gruppo di amici il collettivo Blue-Tongue Films. Il collettivo è composto dal fratello Joel, da Kieran Darcy-Smith, Luke Doolan e David Michôd, con cui ha scritto, diretto e prodotto diversi film e cortometraggi.
Nel 1993 inizia l'attività di stuntman lavorando negli anni in oltre 100 film. Ha lavorato in film come La sottile linea rossa, Mission: Impossible 2, Superman Returns e l'intera trilogia di Matrix. È stato la controfigura di Ewan McGregor, nel ruolo di Obi-Wan Kenobi, in Star Wars: Episodio II - L'attacco dei cloni e Star Wars: Episodio III - La vendetta dei Sith. Nei due episodi di Star Wars suo fratello Joel ha interpretato il ruolo di Owen Lars.
Nel corso della sua carriera ha diretto numerosi videoclip musicali per artisti come Bob Dylan, Empire of the Sun, Eskimo Joe, Ben Lee, Toni Collette & the Finish e molti altri.
Nel 2008 dirige il suo primo lungometraggio, The Square, basato su una sceneggiatura di suo fratello Joel (che figura tra gli interpreti del film), vincitore del premio per la miglior sceneggiatura ai Film Critics Circle of Australia Awards.

## Filmografia parziale

### Attore
- Polizia squadra soccorso (Police Rescue) – serie TV, 4 episodi (1992-1993)
- Whipping Boy, regia di Di Drew (1996)
- Loaded, regia di Nash Edgerton e Kieran Darcy-Smith (1996) - cortometraggio
- Deadline, regia di Nash Edgerton (1997) - cortometraggio
- Bloodlock, regia di Nash Edgerton e Kieran Darcy-Smith (1998) - cortometraggio
- Mullet, regia di David Caesar (2001)
- Moulin Rouge!, regia di Baz Luhrmann (2001) - non accreditato
- The Hard Word - L'ultimo colpo (The Hard Word), regia di Scott Roberts (2002)
- Matrix Reloaded (The Matrix Reloaded), regia dei fratelli Wachowski (2003)
- Ned, regia di Abe Forsythe (2003)
- Lucky, regia di Nash Edgerton (2005) - cortometraggio
- The IF Thing, regia di Nash Edgerton (2005) - cortometraggio
- Macbeth - La tragedia dell'ambizione (Macbeth), regia di Geoffrey Wright (2006)
- Kenny, regia di Clayton Jacobson (2006)
- Crossbow, regia di David Michôd (2007) - cortometraggio
- The List, regia di Joel Edgerton (2008) - cortometraggio
- A Shore Thing, regia di Jess Manafort (2010) - cortometraggio
- Zero Dark Thirty, regia di Kathryn Bigelow (2012)
- The Rover, regia di David Michôd (2014)
- Regali da uno sconosciuto - The Gift (The Gift), regia di Joel Edgerton (2015)
- American Ultra, regia di Nima Nourizadeh (2015)
- Son of a Gun, regia di Julius Avery (2014)
- Jane Got a Gun, regia di Gavin O'Connor (2016)

### Regista

#### Cinema
- The Square (2008)
- Truffatori in erba (Gringo) (2018)

#### Cortometraggi
- Loaded (1996) - co-diretto con Kieran Darcy-Smith
- Deadline (1997)
- Bloodlock (1998) - co-diretto con Kieran Darcy-Smith
- The Pitch (2001)
- Fuel (2003)
- Lucky (2005)
- The IF Thing (2005)
- Spider (2007)
- Bear (2011)
- The Captain (2013) - co-diretto da Spencer Susser

#### Videoclip
- Liar - Eskimo Joe (2002)
- Comfort Me - Shihad (2002)
- Something Borrowed, Something Blue - Ben Lee (2002)
- Gamble Everything For Love - Ben Lee (2002)
- Steer - Missy' Higgins (2002)
- Good Dancers - The Sleepy Jackson (2003)
- Chills - Ben Lee (2003)
- Older Than You - Eskimo Joe (2004)
- The Special Two - Missy' Higgins (2005)
- Black Fingernails, Red Wine - Eskimo Joe (2006)
- Beautiful Awkward Pictures - Toni Collette & the Finish (2006)
- Never Let You Go - Evermore (2007)
- Beyond Here Lies Nothin' - Bob Dylan (2009)
- Must Be Santa - Bob Dylan (2009)
- Half Mast - Empire of the Sun (2010)
- Crossfire - Brandon Flowers (2010)
- Duquesne Whistle - Bob Dylan (2012)

### Sceneggiatore
- Deadline, regia di Nash Edgerton  (1997) - cortometraggio
- The Pitch, regia di Nash Edgerton  (2001) - cortometraggio
- Lucky, regia di Nash Edgerton  (2005) - cortometraggio
- The IF Thing, regia di Nash Edgerton  (2005) - cortometraggio
- Spider, regia di Nash Edgerton  (2007) - cortometraggio
- Beyond Here Lies Nothin', regia di Nash Edgerton  (2009) - videoclip
- Bear, regia di Nash Edgerton  (2011) - cortometraggio

### Produttore
- Deadline, regia di Nash Edgerton  (1997) - cortometraggio
- Bloodlock, regia di Nash Edgerton e Kieran Darcy-Smith (1998) - cortometraggio
- The Pitch, regia di Nash Edgerton (2001) - cortometraggio
- Roughing up the Witness, regia di Spencer Susser (2003) - cortometraggio
- The Magician, regia di Scott Ryan (2005)
- I Love Sarah Jane, regia di Spencer Susser (2008) - cortometraggio
- Miracle Fish, regia di Luke Doolan (2009) - cortometraggio
- Truffatori in erba (Gringo), regia di Nash Edgerton (2018)
- Boy Erased - Vite cancellate (Boy Erased), regia di Joel Edgerton (2018)

### Stuntman
- Street Fighter - Sfida finale (Street Fighter), regia di Steven E. de Souza (1994)
- L'uomo del piano di sopra (The Seventh Floor), regia di Ian Barry (1994)
- Power Rangers - Il film (Mighty Morphin Power Rangers: The Movie), regia di Bryan Spicer (1995)
- In corsa verso il sole (Race the Sun), regia di Charles T. Kanganis (1996)
- L'isola perduta (The Island of Dr. Moreau), regia di John Frankenheimer (1996)
- Figli della rivoluzione (Children of the Revolution), regia di Peter Duncan (1996)
- Benvenuti a Woop Woop (Welcome to Woop Woop), regia di Stephan Elliott (1997)
- I Robinson di Beverly Hills (Beverly Hills Family Robinson) – film TV, regia di Troy Miller (1997)
- Dark City, regia di Alex Proyas (1998)
- Babe va in città (Babe: Pig in the City), regia di George Miller (1998)
- La sottile linea rossa (The Thin Red Line), regia di Terrence Malick (1998)
- Matrix (The Matrix), regia dei fratelli Wachowski (1999)
- Rapimento alla Casa Bianca (First Daughter) – film TV, regia di Armand Mastroianni (1999)
- Holy Smoke - Fuoco sacro (Holy Smoke), regia di Jane Campion (1999)
- Mission: Impossible 2, regia di John Woo (2000)
- Pianeta rosso (Red Planet), regia di Antony Hoffman (2000)
- Moulin Rouge!, regia di Baz Luhrmann (2001)
- The Hard Word - L'ultimo colpo (The Hard Word), regia di Scott Roberts (2002)
- Star Wars: Episodio II - L'attacco dei cloni (Star Wars: Episode II - Attack of the Clones), regia di George Lucas (2002)
- The Quiet American, regia di Phillip Noyce (2002)
- Kangaroo Jack - Prendi i soldi e salta (Kangaroo Jack), regia di David McNally (2003)
- Piovuto dal cielo (Danny Deckchair), regia di Jeff Balsmeyer (2003)
- Matrix Revolutions (The Matrix Revolutions), regia dei fratelli Wachowski (2003)
- Star Wars: Episodio III - La vendetta dei Sith (Star Wars: Episode III - Revenge of the Sith), regia di George Lucas (2005)
- Stealth - Arma suprema (Stealth), regia di Rob Cohen (2005)
- Superman Returns, regia di Bryan Singer (2006)
- Symbiosis - Uniti per la morte (Like Minds), regia di Gregory J. Read (2006)
- Kenny, regia di Clayton Jacobson (2006)
- Il matrimonio è un affare di famiglia (Clubland), regia di Cherie Nowlan (2007)
- Rogue, regia di Greg McLean (2007)
- Beginners, regia di Mike Mills (2010)
- Innocenti bugie (Knight and Day), regia di James Mangold (2010)
- Hesher è stato qui (Hesher), regia di Spencer Susser (2010)
- Sono il Numero Quattro (I Am Number Four), regia di D. J. Caruso (2011)
- Wish You Were Here, regia di Kieran Darcy-Smith (2012)
- Il grande Gatsby (The Great Gatsby), regia di Baz Luhrmann (2013)
- Bling Ring (The Bling Ring), regia di Sofia Coppola (2013)